# Prudentia Iuris
Prudentia Iuris es una revista jurídica editada por la Facultad de Derecho de la Pontificia Universidad Católica Argentina desde el año 1980, que integra bases de datos o índices como EBSCO, Latindex y Dialnet.